# 神田愛実
神田 愛実（かんだ あみ、1994年7月31日 - ）は、日本の女子プロレスラー。大分県出身。

## 所属
- 世界プロレス協会（2013年 - 2015年）
- フリーランス（2016年 - 2020年）
- 北都プロレス（2020年 - ）

## 経歴・戦歴
2012年
- REINA×WORLD-KAIENTAI DOJO合同新人育成プロジェクト練習生として入団[1]。

2013年
- 12月31日、新木場1stRINGにおける世界プロレス協会旗揚げ戦第1試合として対上林愛貴戦でデビュー。逆エビ固めにギブアップ。

2014年
- 1月11日、K-DOJO初参戦。Blue FieldにおけるCLUB-K 3000においてバンビと初シングルもスタンディング・シャイニング・ウィザードを受けて敗れる[3]。
- 1月14日、横浜にぎわい座における昼のジ・ウィンガー自主興行「〜ルチャ“ウインガー”リブレ〜」で初のミックスファイトとして神威と組み、ラ・マルクリアーダ&SUSUMUと対戦、神威クラッチがSUSUMUに決まり勝利。夜は同所のK-DOJOでリッキー・フジと組み、バンビ&めんそ〜れ親父と対戦し、リッキーの9999からの体固めで勝利[4]。
- 2月16日、西調布格闘アリーナにおける世界プロレス協会旗揚げ第2戦で石橋葵と初シングル。
- 6月14日、アイスリボン初参戦。道場マッチにて235と組み、石橋葵&藤田あかね組と対戦し勝利[5]。

2015年
- 12月31日、新木場大会を最後に世界プロレス協会を卒業[6]。

2016年
- 1月10日、KAIENTAI DOJOにてフリーランス初戦。

2020年
- 8月1日、北都プロレスの所属となることが、自身のTwitter、北都プロレス公式ホームページにて発表された[7]。

## 得意技
ノーザンライト・スープレックス
ダイビング・ボディプレス

## 特徴
- 他団体参戦時は石橋葵と組むことが多い。
- 倖田來未の大ファンでガンバレ☆プロレス限定でリングネームは倖田愛実を名乗っていた。